# Hellmuth, Obata + Kassabaum

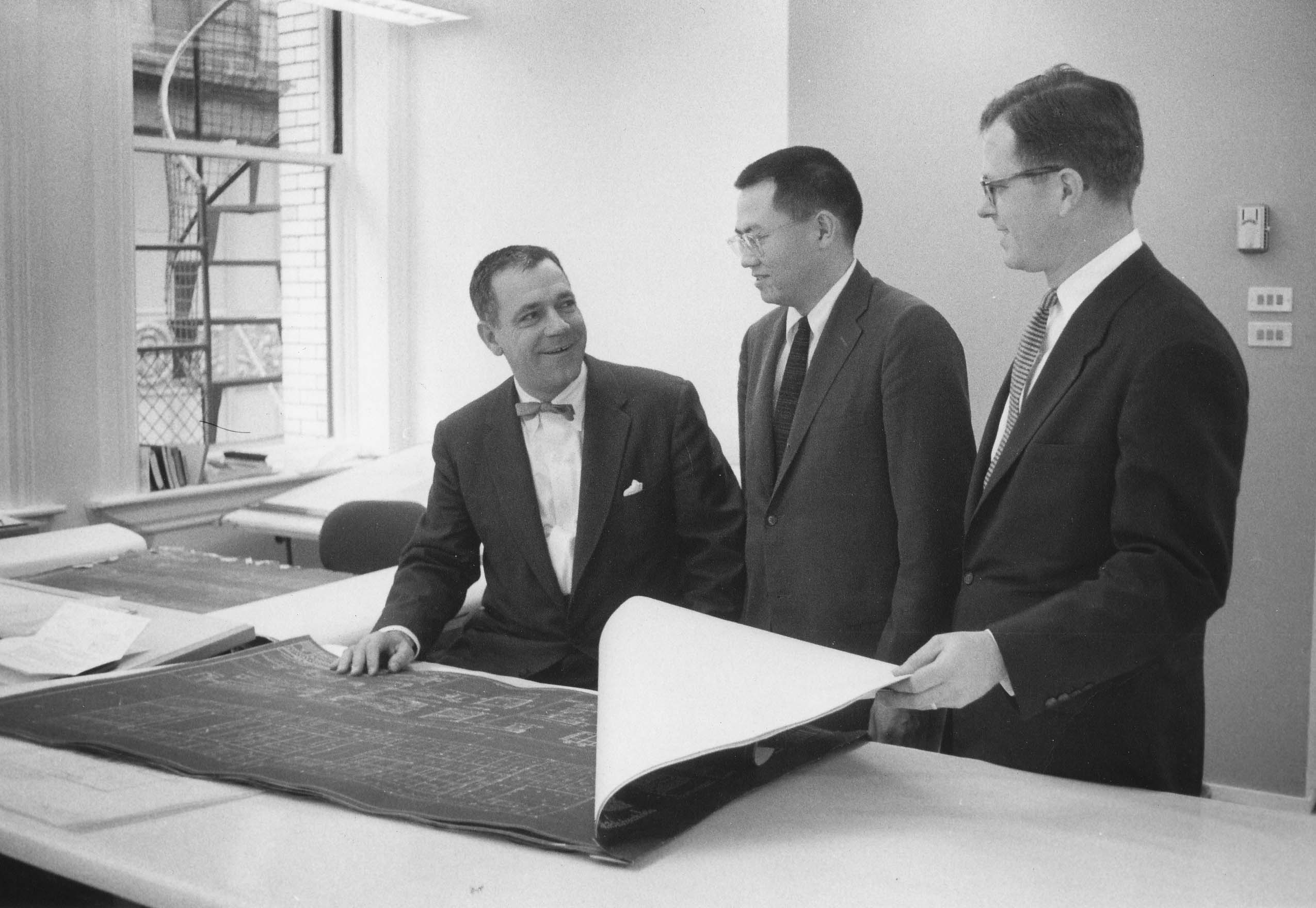
Die drei Gründer George Hellmuth, Gyo Obata und George Kassabaum (v. l., 1956)

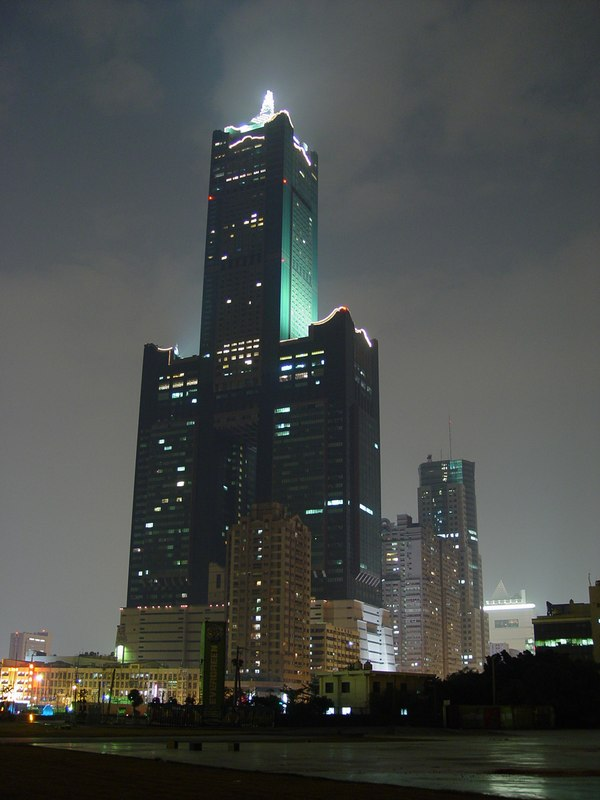
Der Tuntex Sky Tower in Kaohsiung

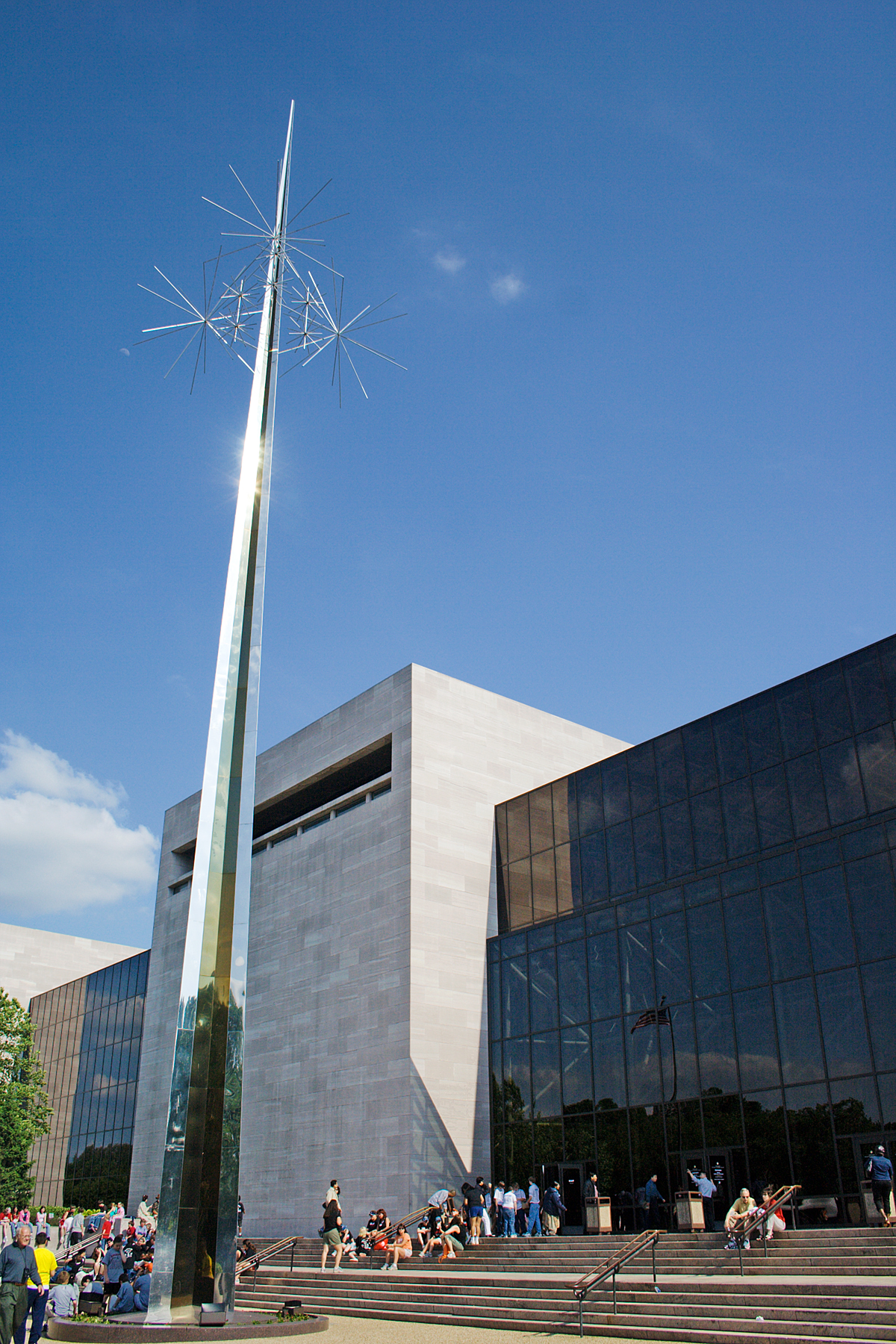
Smithsonian Air and Space Museum

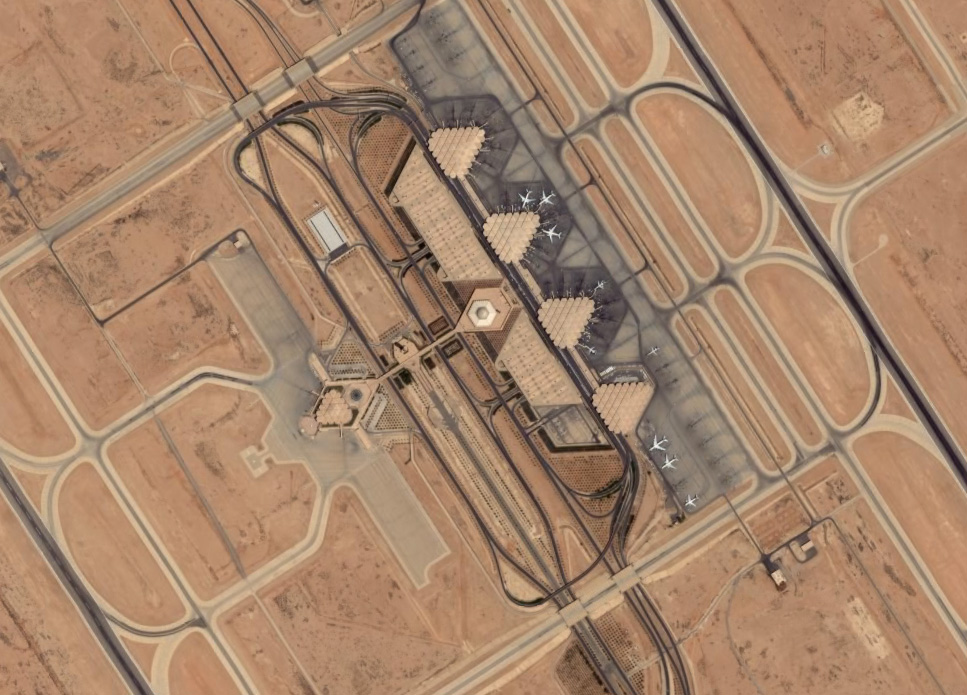
Flughafen Riad

Hellmuth, Obata + Kassabaum (HOK Group, Inc.) ist ein US-amerikanisches Architekturbüro mit Sitz in St. Louis (Missouri), das 1955 gegründet wurde.

## Überblick
Die Firma setzt sich aus den Nachnamen ihrer Gründer zusammen: George Hellmuth (1907–1999), Gyo Obata (1923–2022) und George Kassabaum (1920–1982).
- George F. Hellmuth (1907–1999) studierte Architektur an der Washington University in St. Louis. 1932 begann er seine Karriere als Architekt der Stadt St. Louis, wo er unter anderem Polizeistationen und Bushaltestellen entwarf. 1949 wurde er selbstständig und gründete Hellmuth, Yamasaki und Leinweber. 1954 wurde dieses Büro als Hellmuth, Obata und Kassabaum weitergeführt.[3]
- Gyo Obata (1923–2022) studierte Architektur an der University of California, Berkeley, und der Washington University in St. Louis sowie bei Eliel Saarinen an der Cranbrook Academy of Art in Bloomfield Hills, Michigan. 1947 bis 1951 war er Architekt im Chicagoer Büro von Skidmore, Owings und Merrill. 1951 trat in das Büro von Minoru Yamasaki ein und gründete 1954 das Büro Hellmuth, Obata und Kassabaum.[4]
- George E. Kassabaum (1920–1982) studierte Architektur an der Washington University in St. Louis. 1947 war er zunächst für ein Architekturbüro in St. Louis tätig. 1954 gründete er Hellmuth, Obata und Kassabaum.[5]

2005 wurde Bill Hellmuth (1953–2023) Präsident von HOK und Designdirektor für das Büro des Studios in Washington DC. 2016 wurde er außerdem zum CEO und ein Jahr später zum Vorsitzenden von HOK Board des globalen Architekturstudios HOK ernannt.

## Unternehmen
Neben zwölf Vertretungen in den Vereinigten Staaten unterhält das Büro Niederlassungen in Toronto, London, Schanghai, Hongkong und Mexiko-Stadt. Über 1.600 Mitarbeiter arbeiten in den Geschäftsfeldern
- Consulting
- Architektur
- Restaurierung von Bauten
- Bautechnik
- Ingenieurswesen
- Innenarchitektur
- Lichtdesign
- Planung
- Visuelle Kommunikation

HOK ist unter anderem in den folgenden Marktsegmenten tätig: Flughafenbau, gewerbliche Immobilien, Industrie, Kultur, Bildungswesen, Staatswesen, Gesundheitswesen, Beherbergungsgewerbe, Justiz, Wissenschaft und Technologie und Verkehrswesen.

## Bauten (Auswahl)
- 1975: King Saud University, Riad, Saudi-Arabien
- 1976: National Air and Space Museum, Washington, D.C., Vereinigte Staaten
- 1979: Cecil H. Green Library (Stanford University), Palo Alto, Vereinigte Staaten
- 1981–2003: Moscone Center, San Francisco, Vereinigte Staaten
- 1982: Levi’s Plaza, San Francisco, Vereinigte Staaten
- 1983: One Oxford Centre, Pittsburgh, Vereinigte Staaten
- 1984: Flughafen Riad, Saudi-Arabien
- 1988: Dunn Tire Park, Buffalo, Vereinigte Staaten
- 1990: Bank of Albuquerque Tower, höchstes Gebäude in New Mexico, Vereinigte Staaten
- 1992: Oriole Park at Camden Yards, Baltimore, Vereinigte Staaten
- 1994: Independence Temple, Independence (Missouri), Vereinigte Staaten
- 1995: Jacobs Field, Cleveland, Vereinigte Staaten
- 1996: Tuntex Sky Tower, Kaohsiung, Taiwan (Republik China (Taiwan))
- 1997: George Bush Presidential Library and Museum, College Station, Vereinigte Staaten
- 1999: Telstra Stadium, Sydney, Australien (Mitarbeit)
- 2000: Thomas F. Eagleton Courthouse (Mitarbeit)
- 2002: Darwin Centre beim Natural History Museum, London, Großbritannien
- 2003: Steven F. Udvar-Hazy Center (National Air and Space Museum), Chantilly, Vereinigte Staaten
- 2006: Natural History Museum of the Adirondacks (The Wild Center) Adirondack State Park, New York State
- 2006: Emirates Stadium, London
- 2007: Sprint Center, Kansas City, Vereinigte Staaten
- 2007: Dubai Marina, Dubai, Vereinigte Arabische Emirate
- 2007: Doha City Centre, Doha, Katar
- 2011: Dalí Museum, Saint Petersburg, Florida, Vereinigte Staaten
- 2014: Hamad International Airport, Doha, Katar
- 2015: ADNOC Headquarters, Abu Dhabi, Vereinigte Arabische Emirate
- 2015: Francis Crick Institute, London (Arbeitsgemeinschaft mit PLP Architecture)
- 2017: Brian Lara Cricket Academy, San Fernando, Trinidad und Tobago